# Talmi
Talmi (von französisch Tallois-demi-or) ist ein Falschgold, das von Tallois, einem Pariser Fabrikanten, zuerst hergestellt wurde. Es war eine Kupfer-Zink-Legierung, die mit Blattgold überzogen wurde. Das Material wurde für Schmuck verwendet. Talmigold wird auch häufig mit abessinischem Gold gleichgesetzt. Der Begriff Talmi wird (veraltet) umgangssprachlich auch für die Bezeichnung von Modeschmuck verwendet.
Im übertragenen Sinn bezeichnet Talmi heute etwas Unechtes, nicht Authentisches, zum Beispiel Talmi-Philosemitismus oder talmihaft. Hermann Muthesius verwendete beispielsweise den Begriff Talmi-Aristokratenkunst. In der Dialektik der Aufklärung von Max Horkheimer und Theodor W. Adorno findet sich der Ausdruck Talmi-Mythos der Faschisten; und Max Scheler spricht in seiner Schrift Über Scham und Schamgefühl von Talmikultur. Theodor Lessing spricht in seiner Autobiographie von der zerklüfteten Talmikultur seines Elternhauses.